# Фицджеральд, Уильям, 13-й граф Килдэр
Уильям Фицджеральд (англ. William FitzGerald, 13th Earl of Kildare, ок. 1563 — март 1599) — 13-й граф Килдэр (1597—1599), ирландский аристократ, лорд, барон, граф, пэр Ирландии.

## Биография
Уильям Фицджеральд был третьим (младшим) сыном Джеральда Фицджеральда, 11-го графа Килдэра (1525—1585), и Мейбл Браун (ок. 1536—1610).
1 августа 1597 года после смерти своего старшего брата, Генри Фицджеральда, 12-го графа Килдэра (1562—1597), не оставившего после себя сыновей, Уильям унаследовал титулы 13-го графа Килдэра, 3-го барона Оффали и лорда Оффали.
В 1599 году Уильям находился с визитом в Англии, откуда возвращался в Ирландию с целью принять участие в военной кампании Роберта Деверё, 2-го графа Эссекса, против ирландского лидера и борца за независимость Ирландии Хью О’Нила, графа Тирона, во время так называемой Девятилетней войны в Ирландии (1595—1604). Но он не доплыл до цели своего путешествия — корабль утонул в Ирландском море. Он погиб вместе с «восемнадцатью вождями ирландских кланов из Мита и Фингалла», как писали об этом тогдашние хроники.